# Tu viện của Chúa Kitô (Tomar)
Tu viện của Chúa Kitô (tiếng Bồ Đào Nha: Convento de Cristo/Mosteiro de Cristo) là một tu viện công giáo Rôma cũ ở Tomar, Bồ Đào Nha. Ban đầu nó là một thành trì của Hiệp sĩ dòng Đền vào thế kỷ 12, nhưng sau khi hội này bị giải thể vào thế kỷ 14, nó trở thành một cơ sở của dòng Chiến sĩ của Chúa Kitô, sau này có công hỗ trợ các khám phá hàng hải của Bồ Đào Nha vào thế kỷ 15. Khu phức hợp bao gồm lâu đài và tu viện đã trở thành một di tích lịch sử văn hóa được UNESCO công nhận là Di sản thế giới vào năm 1983.

## Lịch sử

### Dòng Đền
Tu viện được thành lập bởi Chiến hữu Nghèo của Chúa Kitô (hay Hiệp sĩ dòng Đền) vào năm 1118. Việc xây dựng nó tiếp tục cho đến cuối thế kỷ 12 với việc xây dựng nhà thờ, là một trong những góc của lâu đài, được hoàn thành bởi Đại huynh trưởng dòng Đền là Gualdim Pais (vào khoảng năm 1160). Vào khoảng năm 1190, nó đã bị bao vây và chống lại đội quân của khalip Abu Yusuf Yaqub al-Mansur nhà Almohad, người đã thành công trong việc chiếm các thành trì ở phía nam. Một tấm bảng đã được dựng lên gần lối vào lâu đài để kỷ niệm sự kiện này.
Trong khoảng phần tư thứ hai của thế kỷ 13, Tomar được chuyển giao quyền kiểm soát cho các Hiệp sĩ, trở thành trụ sở của hội. Lâu đài trở thành một phần không thể thiếu của hệ thống phòng thủ được tạo ra bởi các Hiệp sĩ dòng Đền để bảo vệ biên giới của vương quốc Cơ đốc non trẻ chống lại người Moor, vào thời điểm đó đã chiếm đóng khu vực gần sông Tagus. Tuy nhiên, sau sự giải thể của dòng Đền vào ngày 14 tháng 3 năm 1319, và theo yêu cầu của vvua Denis của Bồ Đào Nha, Giáo hoàng Gioan XXII đã thiết lập Dòng của Chúa Kitô. Trụ sở của Hiệp sĩ dòng Đền trước đây đã được chuyển đổi vào năm 1357 trở thành trụ sở của trật tự mới này. Nhà thờ tròn nổi tiếng của lâu đài Tomar cũng được xây dựng vào nửa sau của thế kỷ 12. Giống như một số nhà thờ tạm khắp châu Âu, nó được mô phỏng theo Mái vòm Đá ở Jerusalem, nơi được quân Thập tự chinh cho rằng là tàn tích của Đền thờ Solomon. Nhà thờ Mộ Thánh ở Jerusalem cũng có thể đã từng là hình mẫu.

### Dòng Chiến sĩ của Chúa Kitô
Song khi dòng Đền tan rã, vào ngày 14 tháng 3 năm 1319 theo yêu cầu của vua Denis của Bồ Đào Nha, Giáo hoàng Gioan XXII đã thiết lạp dòng Chiến sĩ của Chúa Kitô. Những hiệp sĩ dòng Đền bị đàn áp ở hầu hết châu Âu từ năm 1312 đến năm 1314, nhưng ở Bồ Đào Nha các thành viên, tài sản và một phần tư cách thành viên của họ đã được chuyển sang Dòng Chiến sĩ của Chúa Kitô. Trụ sở của dòng Đền trước đây đã được chuyển đổi vào năm 1357 thành trụ sở của dòng mới. Kết quả là, vào khoảng nửa đầu thế kỷ 15, công việc được hoàn thành để phỏng theo tiểu thánh đường dòng Đền, với một một dàn hợp xướng mở đến ngách phía tây, nằm ở độ cao bằng nửa bức tường. Những gì còn lại là hàng cột khung với vòm trong. Cùng lúc đó, chính điện được xây dựng.
Trong quá trình Henrique Nhà hàng hải ở đây với tư cách là lãnh đạo, dòng Chiến sĩ của Chúa đã khởi xướng việc xây dựng hai tu viện dưới sự chỉ đạo của bậc thầy Fernão Gonçalves. Trước những công trình lớn này, Henrique bắt đầu cho xây dựng Nhà nguyện São Jorge vào năm 1426 và chịu trách nhiệm cải tạo đô thị Tomar.
Năm 1484, Manuel I của Bồ Đào Nha cho xây dựng một thánh đường (ngày nay là sảnh đường) kết nối dàn hợp xướng với nhà nguyện São Jorge. Tu viện sau đó được mở rộng với các công trình công cộng vào năm 1499. Vua João III của Bồ Đào Nha kế vị sau đó đã biến dòng Chiến sĩ của Chúa mang tính tôn giáo hơn dựa trên nững quy tắc của Bernard của Clairvaux. Ông cũng ra lệnh xây dựng một tu viện mới vào năm 1557, đây là một trong những ví dụ điển hình nhất về kiến trúc thời Phục hưng ở Bồ Đào Nha..
Sau khi vua trẻ Sebastian của Bồ Đào Nha qua đời, Quý tộc Bồ Đào Nha đã tập hợp lại trong Tu viện của Chúa Kitô ở Tomar và chính thức công nhận Felipe II của Tây Ban Nha là vua. Đây là sự khởi đầu của Liên minh Iberia (1581–1640), trong đó các Thái tử của Bồ Đào Nha và Tây Ban Nha được thống nhất là một trong một liên hiệp vương triều. Cầu dẫn nước của Tu viện được xây dựng trong thời kỳ này và hoàn thành vào năm 1614.

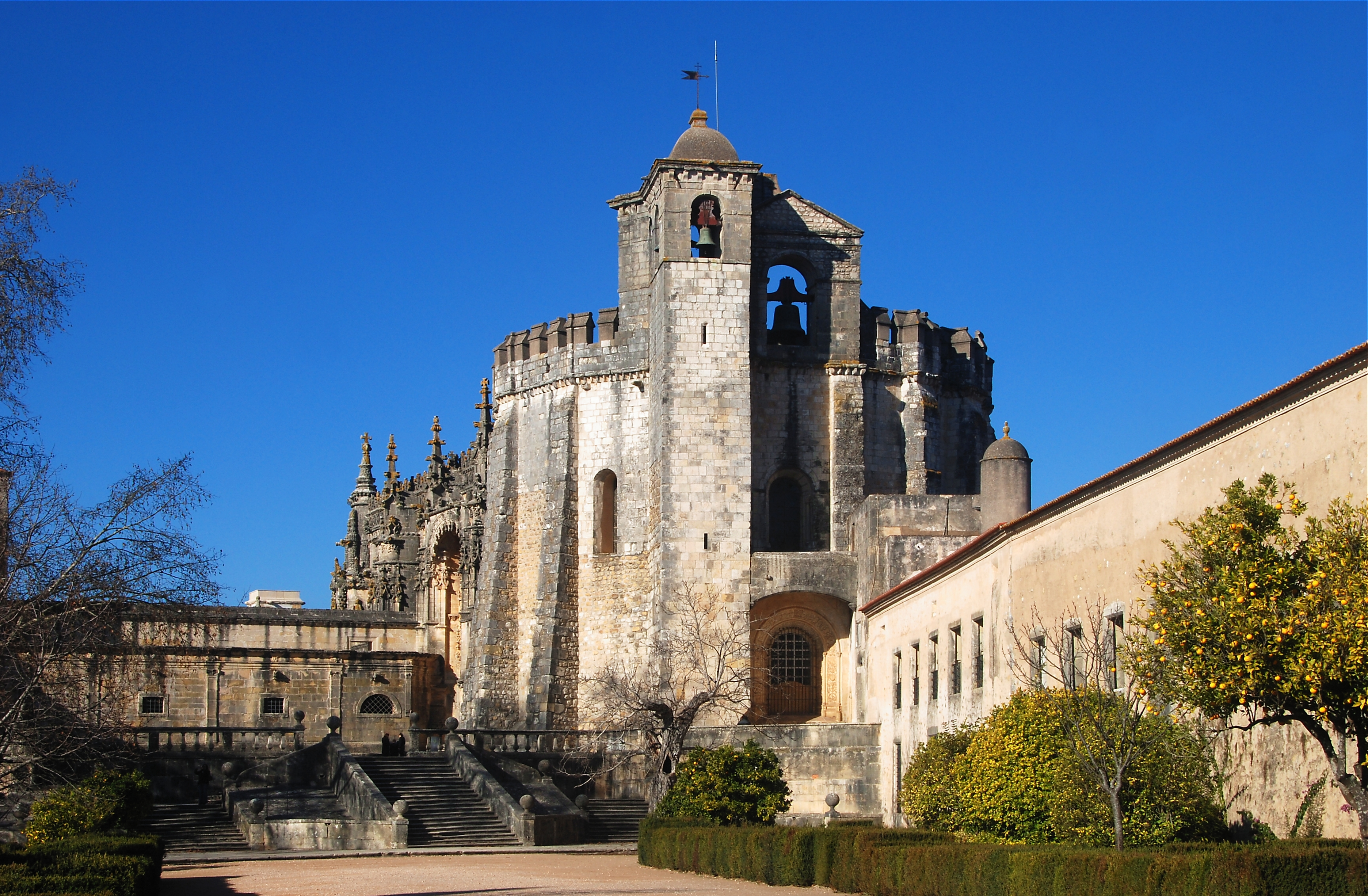
Nhà thờ chính của Tu viện Tomar do Hiệp sĩ Dòng Đền xây dựng
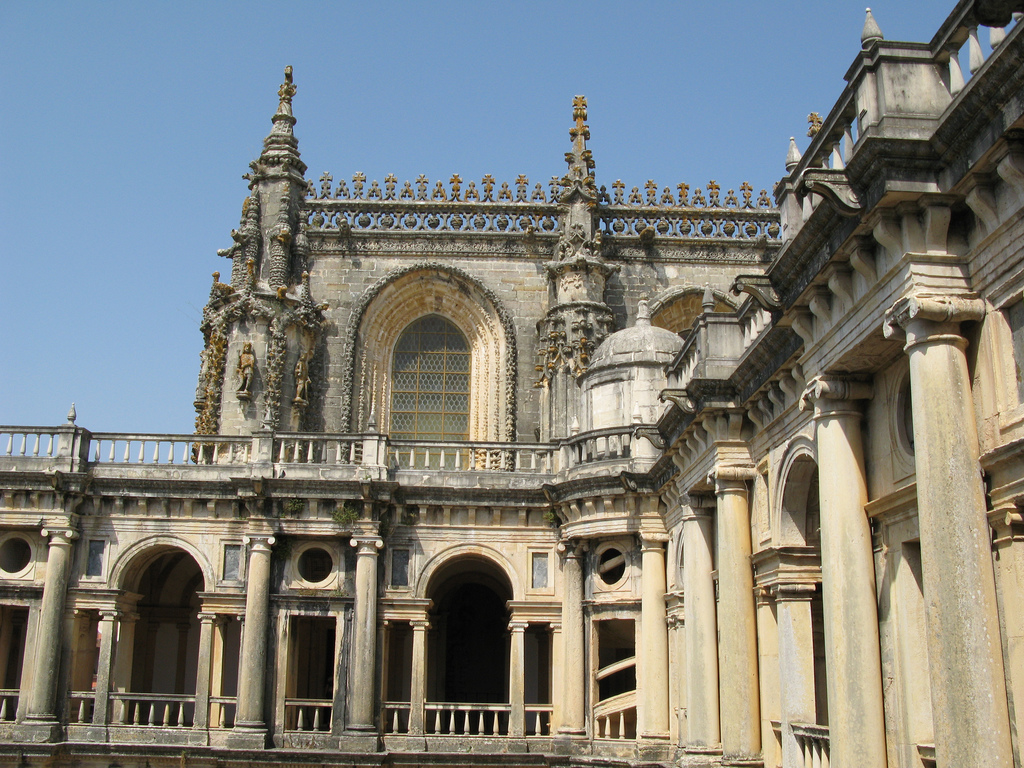
Các trang trí Manueline thời kỳ Phục hưng
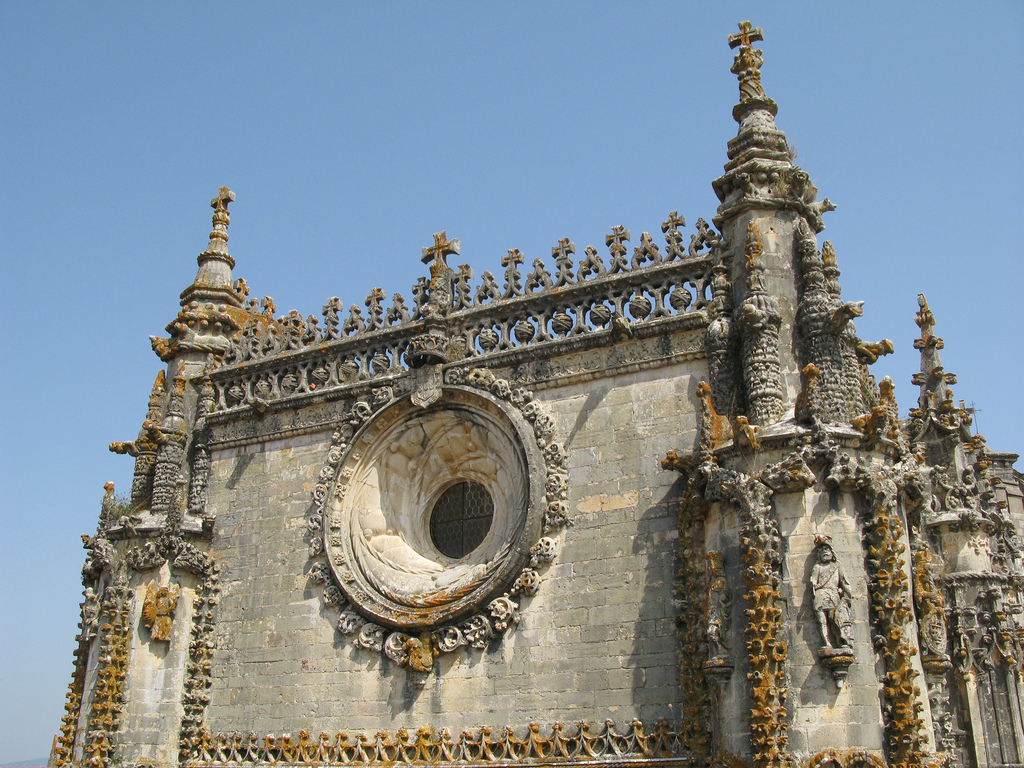
Các tháp nhọn công phu trên mặt tiền phía tây của nhà thờ
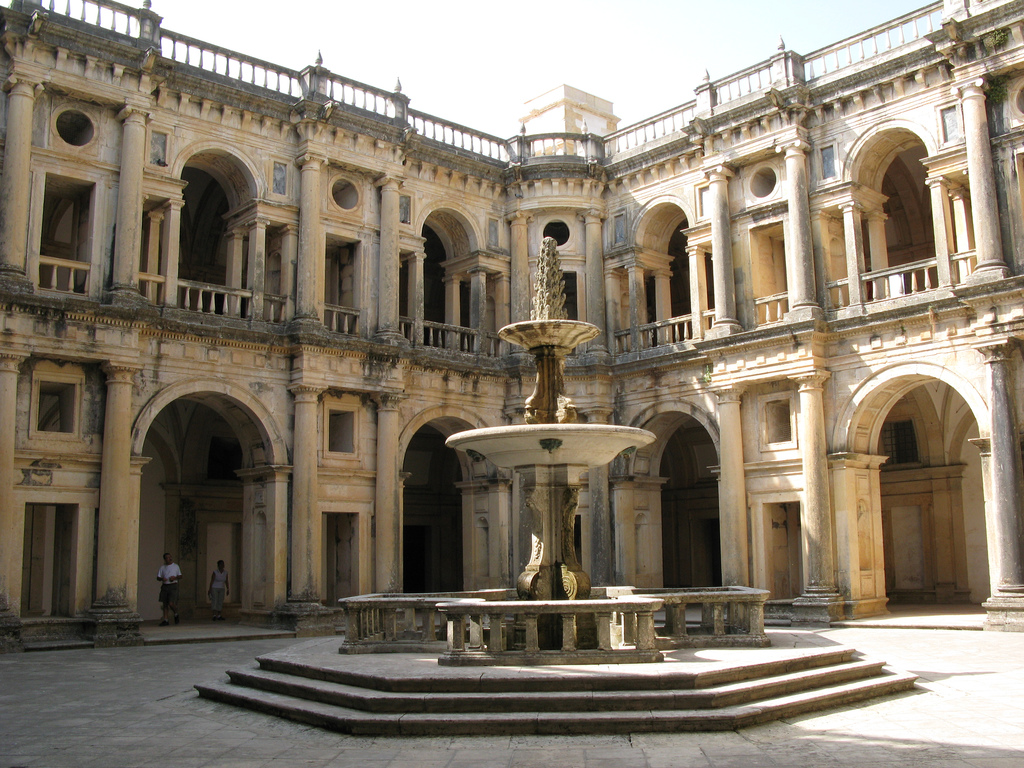
Hàng hiên mang phong cách Phục hưng